# Rosinha mon canoë
Rosinha mon canoë est un roman de José Mauro de Vasconcelos, auteur brésilien.

## Résumé
Zé Oroco vit dans la jungle amazonienne. Il est venu de la ville, il y a longtemps. Une fois l'an, il va chercher dans un bourg l'argent qu'on lui envoie de la ville. Il est ami des indiens et des animaux, et est heureux de parcourir les rios amazoniens sur son canoë.
Un médecin vient de la ville dans le village le plus proche de son campement, pour soigner tous les habitants. Il apprend que Zé parle avec son canoë, et qu'il prétend que celui-ci lui répond. Le "docteur au gros ventre" amadoue Zé, puis le fait interner en ville.
Trois ans plus tard, Zé est "normal" et peut sortir de l'asile. Il rejoint sa jungle. Son canoë ne lui parle plus...
Il part alors pour un grand voyage sans but accompagné du cheval qu'il vient d'acheter. Dès le premier soir, il retrouve le sourire en découvrant qu'il peut converser avec son nouveau moyen de transport.

## Intérêt
- Ce livre développe le thème du choc entre un monde qui se veut rationnel (la civilisation) et le monde personnel d'un homme qui a beaucoup souffert.
- Il introduit à la vie dans la jungle au bord des grandes grandes rivières dans les années 1950